# 토끼와 포수
《토끼와 포수》는 5경 구성의 박조열(朴祚烈) 작품이다. 1965년 '민중극장' 공연. 김정옥(金正鈺) 연출.  1960년대의 신인중에서 가장 뛰어난 작가의 한 사람인 박조열의 데뷔작이다. 그는 연극적인 센스와 언어감각이 예민해서 인물 설정이 치밀하고 액션의 발전이 경쾌할뿐더러 점층적 발전 끝에 파열하는 대사의 그 코믹한 맛은 일품이다. 특히 이 작품에서 높이 살 만한 점은 진부한 테마임에도 불구하고 신선하고 세련되며 전혀 구질구질한 때가 없다는 점이다.  포수 장운(화가)은 전에 만난 일이 있는 토끼(인형 제작가인 미망인 민혜옥)를 잡으려고 그녀 건넌방에 세들어 온다. 혜옥은 응접실에 빨랫줄과 말뚝으로 경계선을 만들며 그를 강도니 뭐니 하지만 여자마음을 꿰뚫고 있는 유들유들한 장운은 오히려 사냥욕을 일으킬 뿐이다. 첫눈에 그가 좋아진 혜옥의 딸 민영은 혜옥도 차츰 그를 좋아하게 될 것이라 한다. 명랑한 그녀는 꽉 막힌 곤충학도 기호를 어디가 좋은지도 모르며 사랑하는데 혜옥은 그것을 못마땅하게 생각한다. 그러자 여자를 설득시키는 최고의 무기는 용기와 계속성이라는 장운의 조언(助言)을 듣고 기호는 술을 마시고 용기백배, 약혼식을 선언한다. 이에 혜옥은 그만 아연해진다. 한편 장운이 기호 때문에 마신 술로 병이 나서 눕자 혜옥은 하녀를 시켜 장운 모르게 병구완을 한다. 마침 기호의 아버지가 신부의 선을 보러온다. 그런데 기호는 장운이 장인이라 해놨기 때문에 그는 자연스럽게 혜옥의 남편, 민영의 아버지 노릇을 한다. 혼사(婚事)가 성취되고 모두 나가 둘만이 남게되자 장운은 혜옥 앞을 사자 같은 여유만만한 자세로 왔다 갔다 하다 "여보" 하고 부른다. 혜옥은 잠시 주저하다 입만 움직여 "예" 한다.